# Kleiner Monarch
Der Kleine Monarch (Danaus chrysippus), auch Afrikanischer Monarch oder Gewöhnlicher Tiger genannt, ist eine Schmetterlingsart aus der Familie der Edelfalter. Er kommt in der Mittelmeerregion, in weiten Teilen Afrikas, in Süd-Asien sowie in Australien vor. Er erreicht bis zu ca. 8 cm Flügelspannweite und weist einen Geschlechtsdimorphismus auf.
Neben der Nominatform Danaus chrysippus chrysippus werden die Unterarten Danaus chrysippus alcippus, Danaus chrysippus dorippus sowie Danaus chrysippus orientis unterschieden. Die Einordnung von Danaus chrysippus cratippus und Danaus chrysippus petilia als Unterarten gilt als überholt oder umstritten. Die Unterarten unterscheiden sich anhand der Flügelzeichnung.

## Merkmale

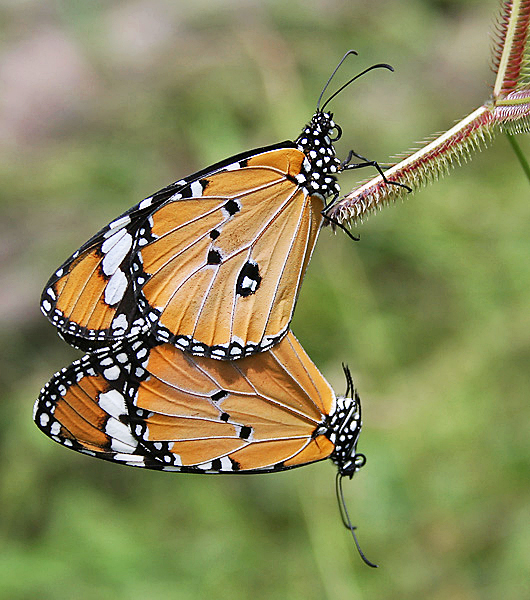
Flügelunterseite

Die Falter sind durch eine Flügelzeichnung aus einem orangebraunen Ton sowie schwarz und weiß gekennzeichnet. Bei den Hinterflügeln sind, abhängig von der geografischen Region, große Teile des Brauns heller als bei den Vorderflügeln, manchmal weiß. Die Zeichnungen der Flügelober- und der -unterseite entsprechen sich weitgehend, wobei die Unterseiten etwas blasser sind. Den Weibchen fehlt jeweils ein bei den Männchen vorhandener schwarzer Fleck auf den Hinterflügeln. Die Weibchen sind größer als die Männchen, letztere haben spezielle Duftschuppen auf den Hinterflügeln, um Weibchen anzulocken. Am Ende des Hinterleibs haben die Männchen ausstülpbare pinselartige Gebilde. Der Rumpf ist schwarz und weiß.
Die Tiere bewohnen mit Wüsten und Grasland sowie den Tropenregionen des Verbreitungsgebietes unterschiedliche Lebensräume und dringen bis in etwa 3000 m Höhe vor.

## Ökologie
Der Kleine Monarch nimmt im Larvenstadium durch Fraß ungenießbare Alkaloide auf, die ihn auch noch im Imagostadium vor entsprechend erfahrenen Fressfeinden schützen. Auch gegen tatsächliche Zugriffe ist der Falter durch seine zähe Konsistenz und seine für Fressfeinde als übel wahrgenommenen Ausdünstungen in eingeschränktem Maße geschützt. Das Flugmuster des Falters signalisiert Feinden offen dessen Ungenießbarkeit.
Die für Fressfeinde giftige Art wird durch Mimikry von anderen, ungiftigen Arten sowohl im Aussehen als auch im Verhalten nachgeahmt. Es handelt sich dabei um die Weibchen der ebenfalls durch Geschlechtsdimorphismus gekennzeichneten Arten Argyreus hyperbius und Hypolimnas misippus. Zusammen mit der Art Danaus genutia weist der Kleine Monarch eine gegenseitige (Müllersche) Mimikry auf.

## Entwicklung

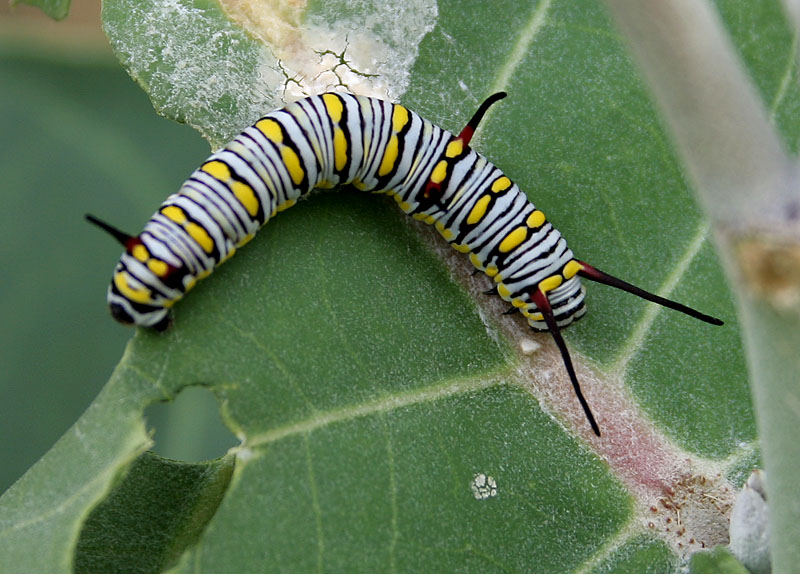
Raupe in fortgeschrittenem Stadium

Das Weibchen legt von oben her auf die Blattunterseite ein helles, längliches, nach vorn spitz zulaufendes, längsgefurchtes Ei. Um Fraßkonkurrenz unter den Raupen zu vermeiden, wird pro Blatt nur ein Ei abgesetzt. Wirtspflanzen sind unter anderem Seidenpflanzengewächse und Malvengewächse. Die weiß-schwarz-gelb gemusterten Raupen weisen am dritten, am sechsten und am 12. Segment je ein Paar schwarze schmale Fortsätze auf, deren vorderste beweglich und länger als die hinteren sind. Die Raupen bleiben bis zur Verpuppung auf der Unterseite ihres Blattes, wo sie sich durch Abnagen zunächst nur der untersten Blattschicht rund um ihren Körper vor giftigen Pflanzensekreten schützen. Später fressen sie sich durch das Blatt an die Oberseite. Die meist grüne, glatte, in unnatürlicher Umgebung auch weißliche Puppe hängt lose unter ihrem Blatt.

## Unterarten
Die Nominatform Danaus chrysippus chrysippus ist von Nordosten Afrikas bis weit nach Asien verbreitet.
Dagegen bleiben die anderen drei Unterarten auf Afrika beschränkt: D. c. alcipus lebt im westlichen Zentralafrika, D. c. dorippus am Horn von Afrika und D. c. orientis in Südafrika. In der Mitte des Kontinents treffen die vier Unterarten aufeinander und kreuzen sich. In dieser Kontaktzone ist eine neue Unterart entstanden; sie besteht ausschließlich aus Weibchen, deren W-Chromosom mit Chromosom 15 zu einem neuen Geschlechtschromosom vereint ist. Dieses große, neue W-Chromosom geht einher mit der Infektion durch einen Endosymbionten, nämlich Spiroplasma ixodetis. Das Bakterium wird mütterlich vererbt und tötet alle Söhne. Der Fortbestand dieser Weibchenpopulation bedarf der Begattung durch nicht infizierte Männchen aus der Umgebung. Ein W-Chromosom ist das weibchenbestimmende Element, da Schmetterlinge ein ZW/ZZ-System besitzen.

## Galerie

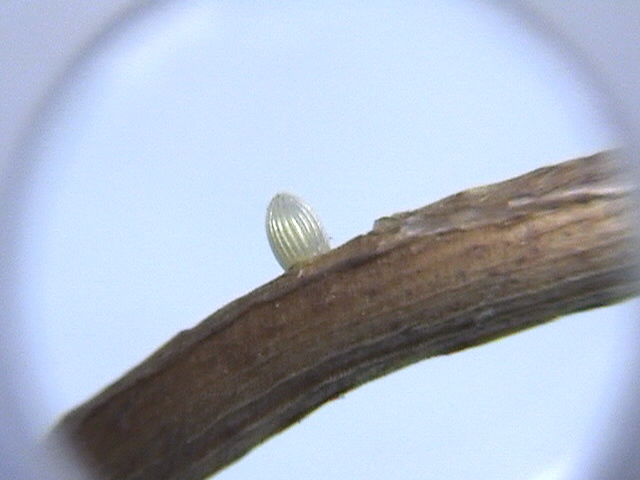
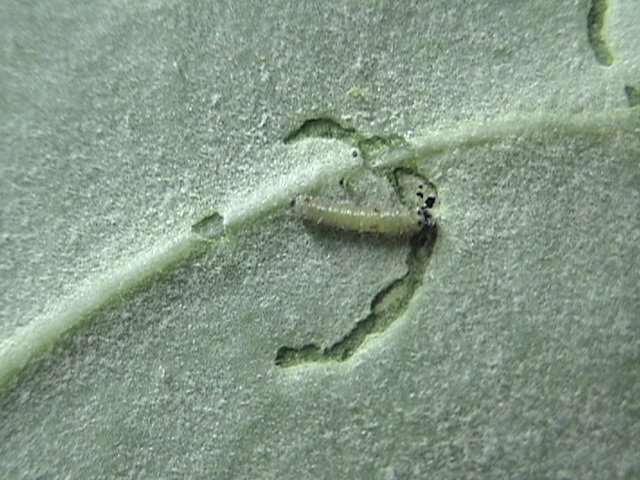
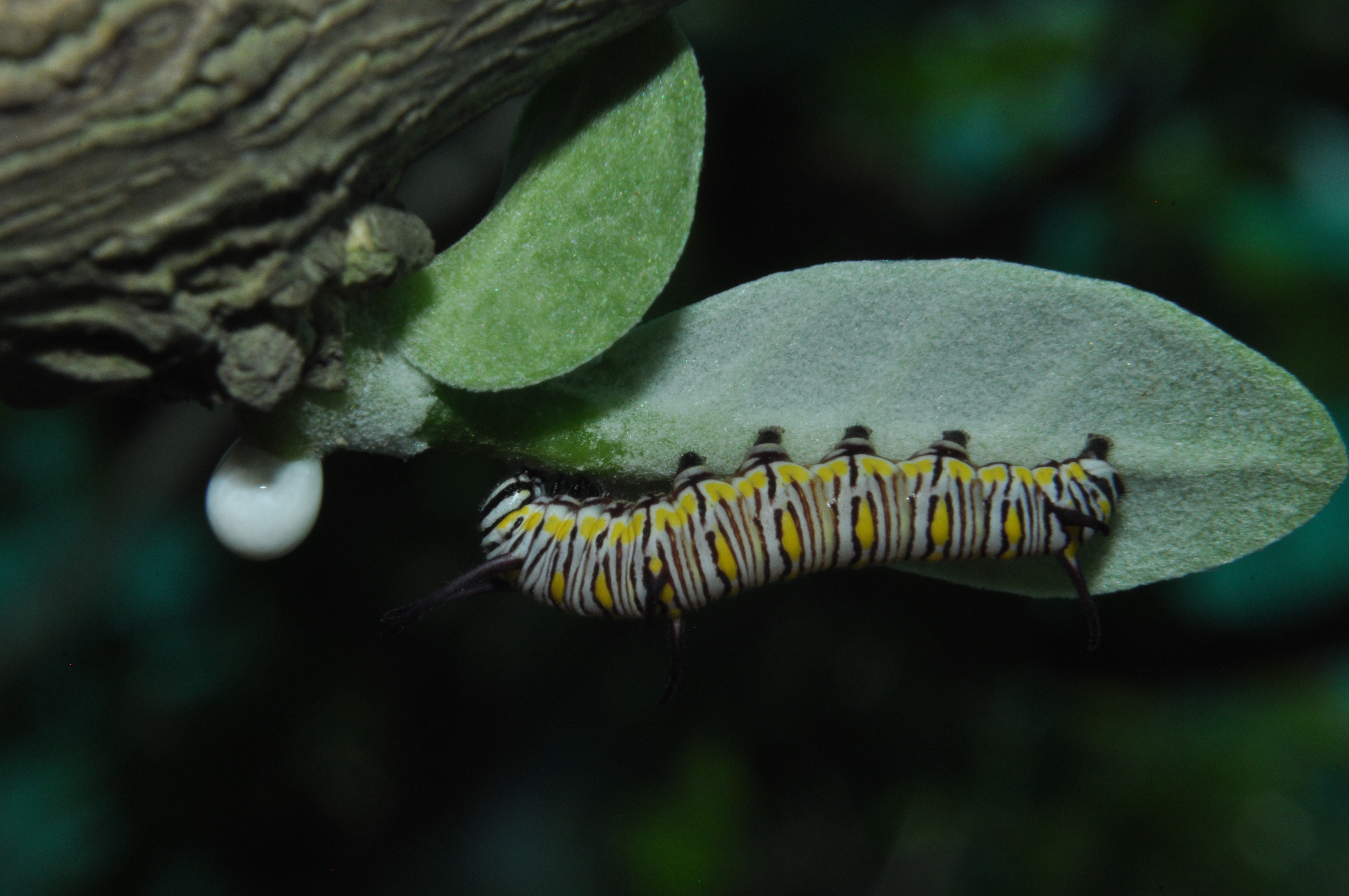
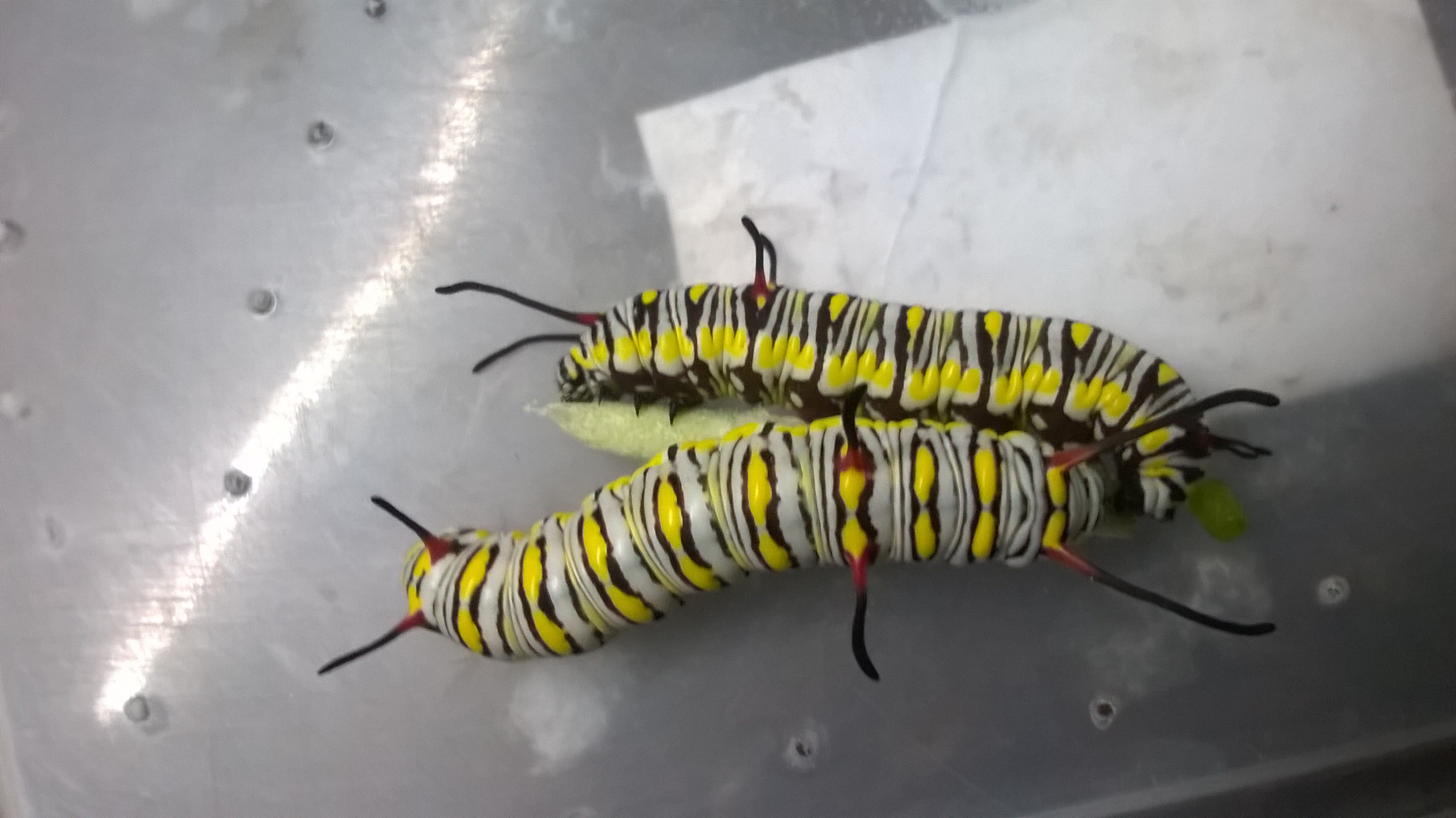
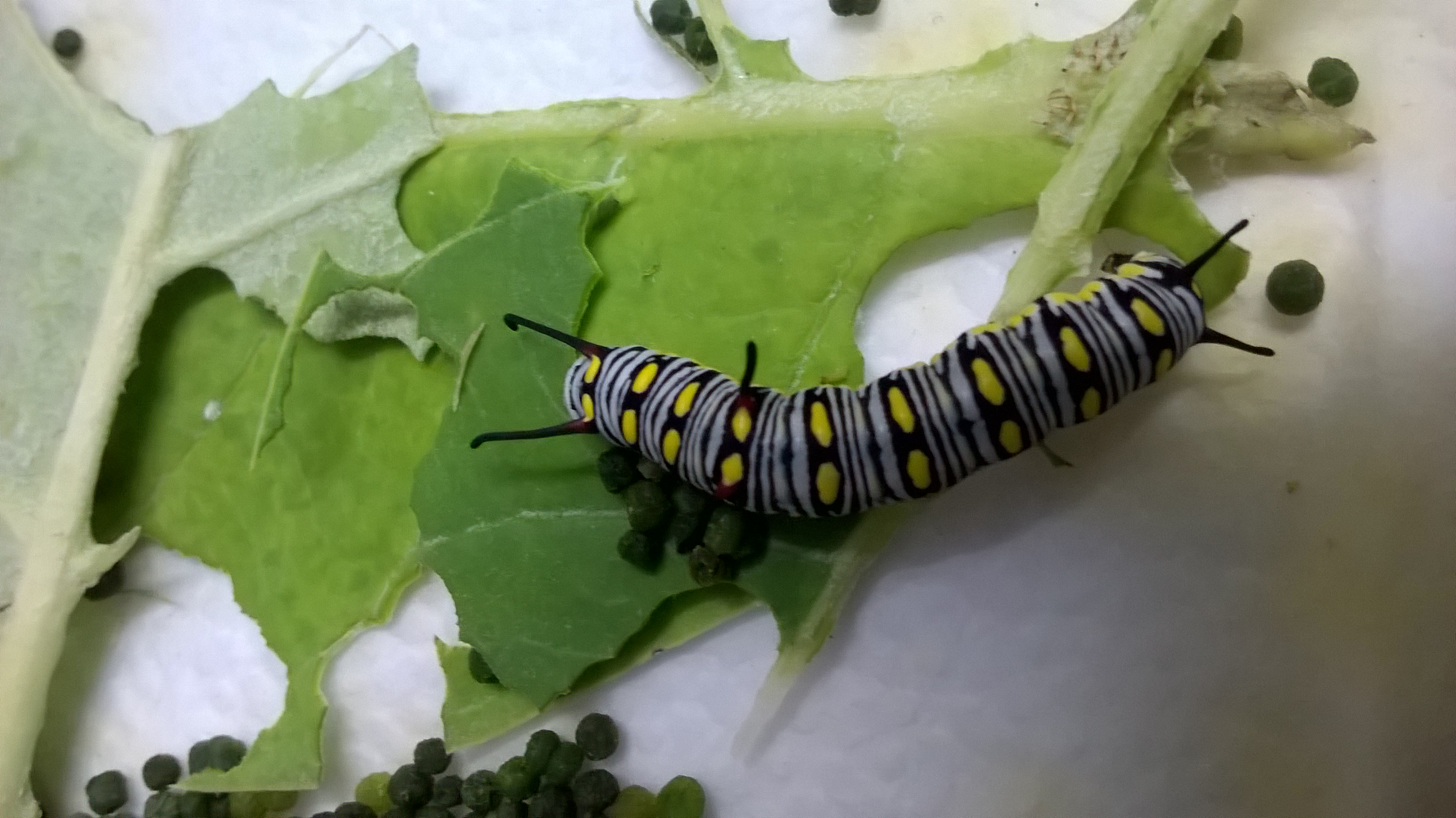
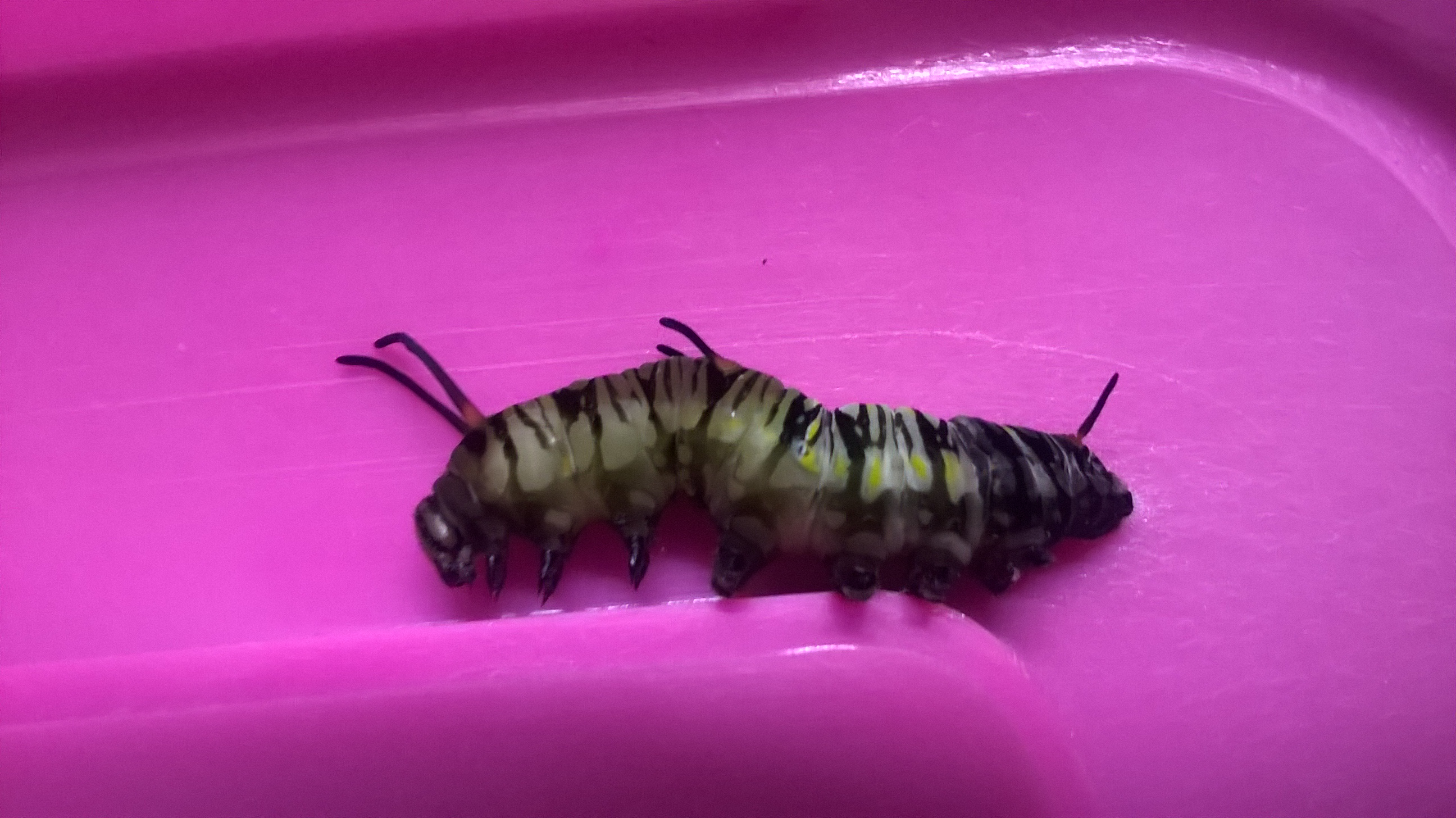
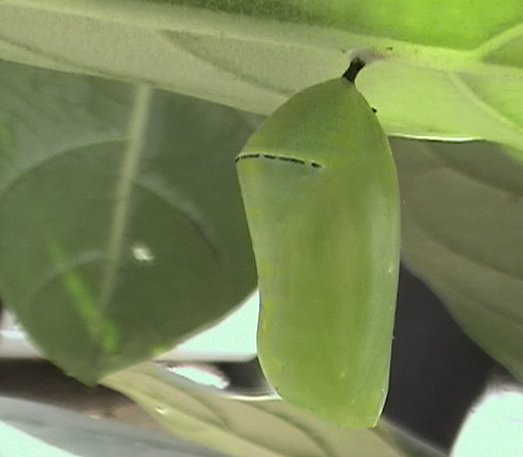